# Jurgelionių pievos
Jurgelionių pievos este o arie protejată (arie specială de conservare — SAC, sit de importanță comunitară — SCI) din Lituania întinsă pe o suprafață de 6,74 ha, integral pe uscat.

## Localizare
Centrul sitului Jurgelionių pievos este situat la coordonatele 54°14′26″N 25°39′50″E / 54.2406°N 25.6639°E.

## Înființare
Situl Jurgelionių pievos a fost declarat sit de importanță comunitară în iunie 2005 pentru a proteja un număr necunoscut de specii din flora spontană și fauna sălbatică aflate în arealul zonei. Situl a fost protejat și ca arie specială de conservare în octombrie 2020.

## Biodiversitate
Situată în ecoregiunea boreală, aria protejată conține 1 habitat natural: Pășuni din zone de pădure fino-scandinave.
La baza desemnării sitului se află un număr nedeclarat de specii protejate.